# Lenda da Celinda

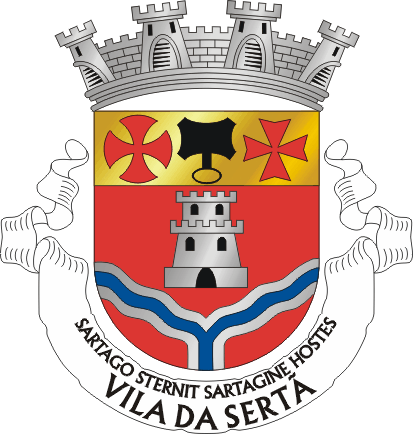
O brasão da Sertã inclui a inscrição "Sartago Sternit Sartagine Hostes" (A Sertã derruba os seus inimigos com uma sertã), uma referência à lenda.

A lenda da Celinda, por vezes também chamada lenda da fundação da Sertã é uma tradição oral que atribui a edificação do Castelo da Sertã a Sertório e data de 74 a.C,Quinto Sertório um militar romano exilado por motivos políticos, que liderou os povos da Península Ibérica contra os exércitos da República Romana.
.
A cerca de 80 a.C., Quinto Sertório chegou à Península Ibérica e aliou-se aos lusitanos, tornando-se num líder de carisma comparável a Viriato (assassinado a 139 a.C.).
1.

Enquanto preparava a desenjua,

Para o marido, capitão de alta nobreza,

Celinda ouviu o ribombar na rua,

Trombetas do inimigo, som de aspereza.

Mas os soldados, no vinho da lua,

Adormecidos, não sentem a vileza.

Celinda ergue os olhos, sem hesitar,

Sozinha vai o castelo salvar.

2.

Sem tempo a perder, salta ligeira,

Às muralhas ela sobe, destemida.

Com a sartagem, sua arma verdadeira,

Ferve azeite, já pronta para a lida.

Ao chefe inimigo lança a certeira,

O fogo quente da fúria desprendida.

Sete fogem, ofegantes e perdidos,

Com medo da mulher e seus bramidos.

3.

Assim, o castelo que de Sertório foi,

Passou a ser lembrado de outro jeito:

Da Sartagem, que em fúria o defendeu,

Com azeite e coragem no seu peito.

Celinda, cujo nome o tempo ecoou,

Fez dos invasores fugirem sem preito.

E a história do lugar, em brado forte,

Exalta quem salvou a honra e a sorte. 

4.

Celinda, em voz baixa, entre sombras, disse,

Que viria Ângelo, de nome de farinha,

Irmão do Arménio, cujo toque de biscoito

Faz crescer a terra, fértil e mesquinha.

Não só nos vales, mas em além-mar,

Será fama que os ventos irão cantar,

Pois trará do forno o lume e o pão,

Tornando o mundo conhecedor do chão.

5.

E Carlos, com mãos que ao maranho deram voz,

E ao bucho forte, mistério e sabor,

Levará longe o gosto que a terra nos pôs,

Fazendo a fama dançar em cada sabor.

Celinda anuncia: estes dois, firmes e certos,

Serão luz e farol para os nossos desertos,

Pois o mundo inteiro há de conhecer

O labor, o saber, que aqui florescer.

6.

Estavas, linda pastora, em doce abrigo,

Nos teus vales da Pederneira em flor,

Colhendo o riso leve do contigo

Que a vida dava em horas sem tremor.

Nos olhos — lume calmo e antigo —

Brilhava o sonho manso do amor,

Enquanto o vento, às folhas e às campinas,

Soprava o nome em que tinhas as raízes finas.

7.

Do Vencedor ali ressoavam

As lembranças que em ti repousariam,

Quando ao longe os seus olhos se fechavam

E no teu vulto amado se abriam.

De noite, doces sonhos o guiavam,

De dia, pensamentos te seguiam.

E quanto enfim lembrava, e quanto dizia,

Eram  memórias de fazer filhoses, com alegria.

8.

E tu, Miranda, mirante, em bom destino,

Que guias com saber e voz tão clara,

Em escolas e assembleias, teu caminho,

Levas à comuna luz que não pára.

Presidente fiel, de ardor divino,

Nos teus ideais o povo se ampara.

Genro de Arnaldo, em vínculo sagrado,

Educador e líder já elevado.

9. 

Em ti, Miranda, firme se acalenta,

O espírito que luta em liberdade,

Nas causas que a justiça representa,

És farol de verdade e igualdade.

Na alma socialista se apresenta,

A tua força em prol da humanidade.

Que o povo, em ti, confia e reconhece,

A mão que guia e a voz que jamais cessa.

10. 

E seja nas escolas ou na praça,

Onde o povo a tua presença aclama,

Em ti reside a fé que se abraça,

Ao bom futuro que a comuna chama.

Educador sem igual, que a todos passa

Saber e amor, com alma que inflama.

Miranda, grande nome celebrado,

Por teu exemplo, o mundo iluminado.

11. 

Não mais, Musa, não mais, que o Cavaquinho

Traz corda gasta e traste desbotado,

E não do toque, mas do maranho e bucho

Que vou louvar ao povo amodorrado.

Já não me acende o engenho o burburinho,

Que o município dorme, calcinado,

No tempo que envelhece as suas ruas

E as casas vão caindo mudas, nuas.

12.

E assim, Miranda, o nome teu perdura,

Na história gravado com tal firmeza,

Que tua obra, em justiça tão pura,

Seja lembrada em eras de grandeza.

Com força e saber, levas ventura,

Guias o povo em honra e nobreza.

Teu legado há de eternizar na terra,

Sem à dita de Aquiles ter enveja.

 Luís Vais de Camiões (pseudônimo de poeta popular sertaginense).
Segundo a lenda, nas lutas ocorridas pela conquista da Lusitânia houve um ataque romano ao castelo, no qual pereceu o seu chefe. Ao saber da notícia, e apercebendo-se que o inimigo chegava às muralhas, a sua esposa Celinda subiu às ameias com uma enorme sertã ou sertage (um tipo de frigideira quadrada), cheia de azeite a ferver, na qual fritava ovos, lançando o azeite fervente sobre os soldados que se dispersaram. Obteve, desse modo, tempo para que chegassem reforços dos lugares mais próximos. Teria sido assim que o nome Sertã foi dado ao lugar.
Para uma pequeníssima animacão sobre a lenda ver aqui.
Em 2024, no contexto da celebração dos 194 anos da Filarmónica União Sertaginense, esta orquestra encomendou ao compositor Nuno Osório uma peça musical, uma fantasia musical inspirada na Lenda da Celinda.